# Monumento de homenaje a la natación (Barceloneta)
El Monumento de homenaje a la natación de Barceloneta, es un monumento que hace un homenaje a la natación, en concreto a 4 deportes acuáticos: salto de trampolín, natación de crol, waterpolo y natación sincronizada. El monumento se encuentra en la plaza del Mar, en la playa de San Sebastián, en el barrio de la Barceloneta, en la provincia de Barcelona, España.
Consiste en una gran escultura con un color oxidado, hecha con un tipo de acero, en la que se pueden observar 4 figuras humanas representando a estos deportes (salto, crol, waterpolo y natación sincronizada).
El monumento se instaló en la plaza del Mar el 4 de mayo del año 2004, por el escultor madrileño Alfredo Lanz.
La escultura mide 8 metros de anchura por 11,4 metros de altura.
La escultura también, aprovecha los espacios huecos y las formas abstractas que contiene para que, desde la arena, a ciertas horas del día, se pueda ver la estatua con claridad, de manera limpia, y desde diferentes puntos de vista. Hay un cartel informativo para que todos los turistas que vayan a visitarla, puedan aprender un poco sobre ella, como lo que representa, cuando se inauguró, entre otros datos importantes. 
Se encuentra relativamente cerca del Club Natació Atlétic Barceloneta y del Club Natació Barcelona.